# أوشوايا
أوشوايا (بالإسبانية: Ushuaia)‏ هي جزيرة وعاصمة محافظة أرض النار وأنتاركتيكا وجزر جنوب المحيط الأطلسي الأرجنتينية. تقع في أقصى جنوب الكرة الأرضية، وتحديدا في الساحل الجنوبي لجزيرة أرض النار وتفصلها عنها قناة بيغل. يقدر عدد سكانها ب 64000 نسمة، وتعد البلدية الوحيدة في مديرية أوشوايا، وتبلغ مساحتها 9,390 كم². يقع في أوشوايا ميناء تحيط به مياه عميقة وجبال مونت مارتيال وأوليفيا وروافديهما، وهو الأقرب للقارة القطبية الجنوبية.

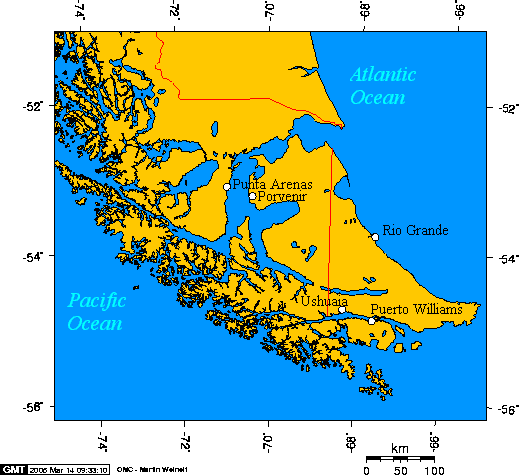
أرض النار

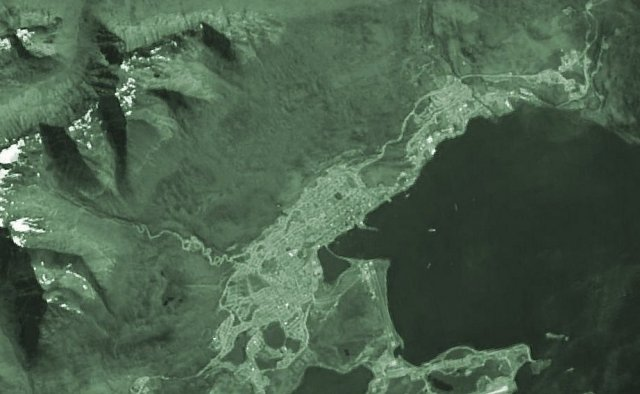
صورة بالقمر الصناعي تظهر المدينة وخليجها.

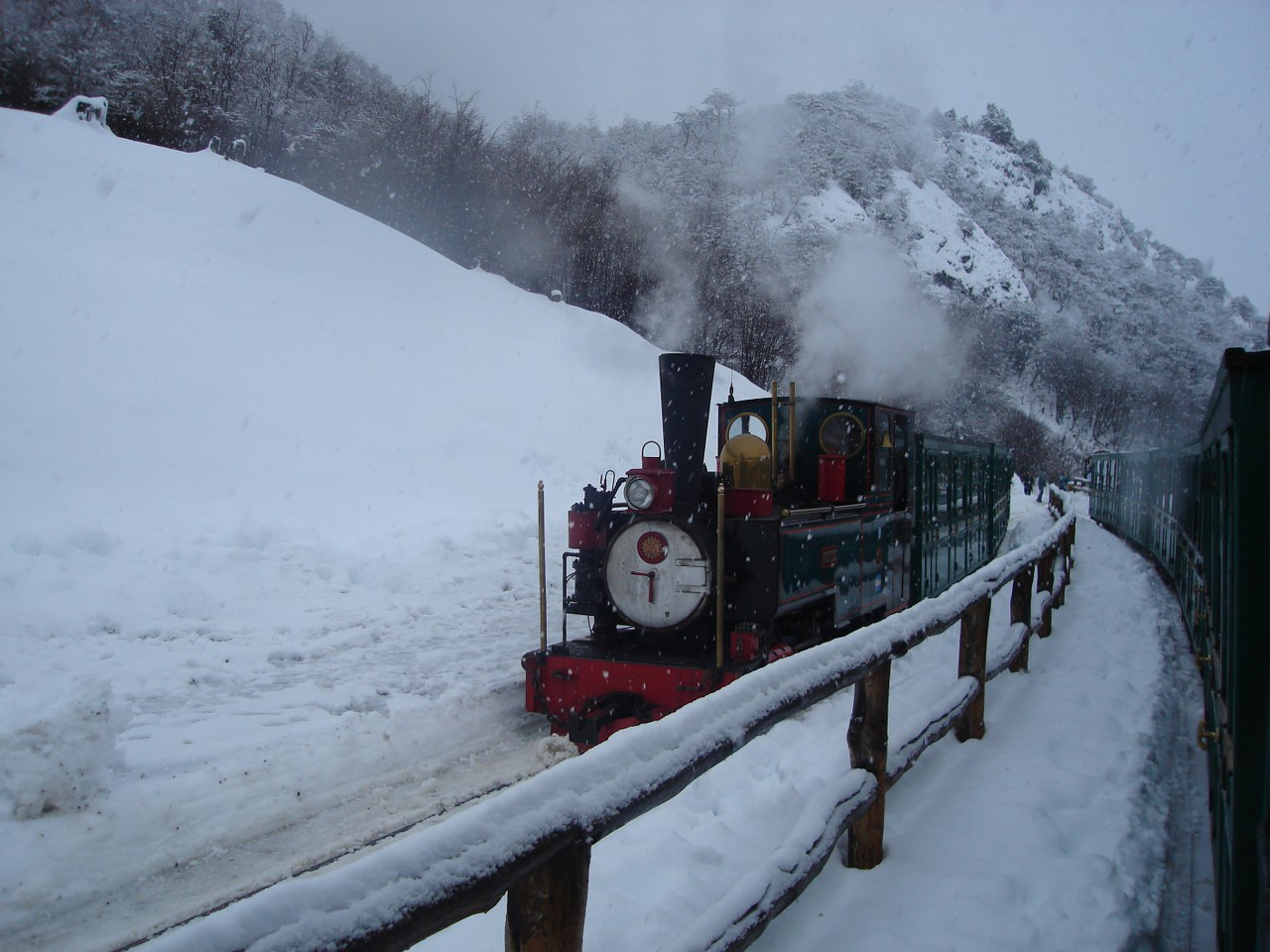

اعتبرت بورتو وليامز بتشيلي أقصى مدينة واقعة جنوب الأرض قبل الانفجار السكاني في أوشوايا وبحسب الأمم المتحدة فإن تعريف مصطلح مدينة يشمل إقامة 20000 نسمة فيها، لكن بورتو وليامز ضمت 2262 سنة 2002 فهي بالتالي لا ينطبق عليها مصطلح المدينة. كذلك بونتا أريناس الواقعة في تشيلي أيضا تضم 130000 نسمة عام 2000 وهي أكثر كثافة من أوشوايا ويعتبرها كثيرون أنها واقعة في أقصى جنوب الكرة الأرضية، ولكنها تقع شمال غربي أوشوايا. والتالي تعاريف ونماذج مختلفة:
- أكثر أشخاص (في الأغلب يكونون صيادين وعائلاتهم) يقطنون في أقصى جنوب الأرض بميناء بورتو تورو على جزيرة نافارينو.
- القرية الواقعة في أقصى جنوب الكرة الأرضية ببورتو وليامز وتضم ميناء وقاعدة بحرية.
- المدينة الواقعة في أقصى جنوب الكرة الأرضية وهي أوشوايا .
- المدينة الواقعة في أقصى جنوب الكرة الأرضي في أمريكيتان وهي بونتا أريناس

## تاريخ

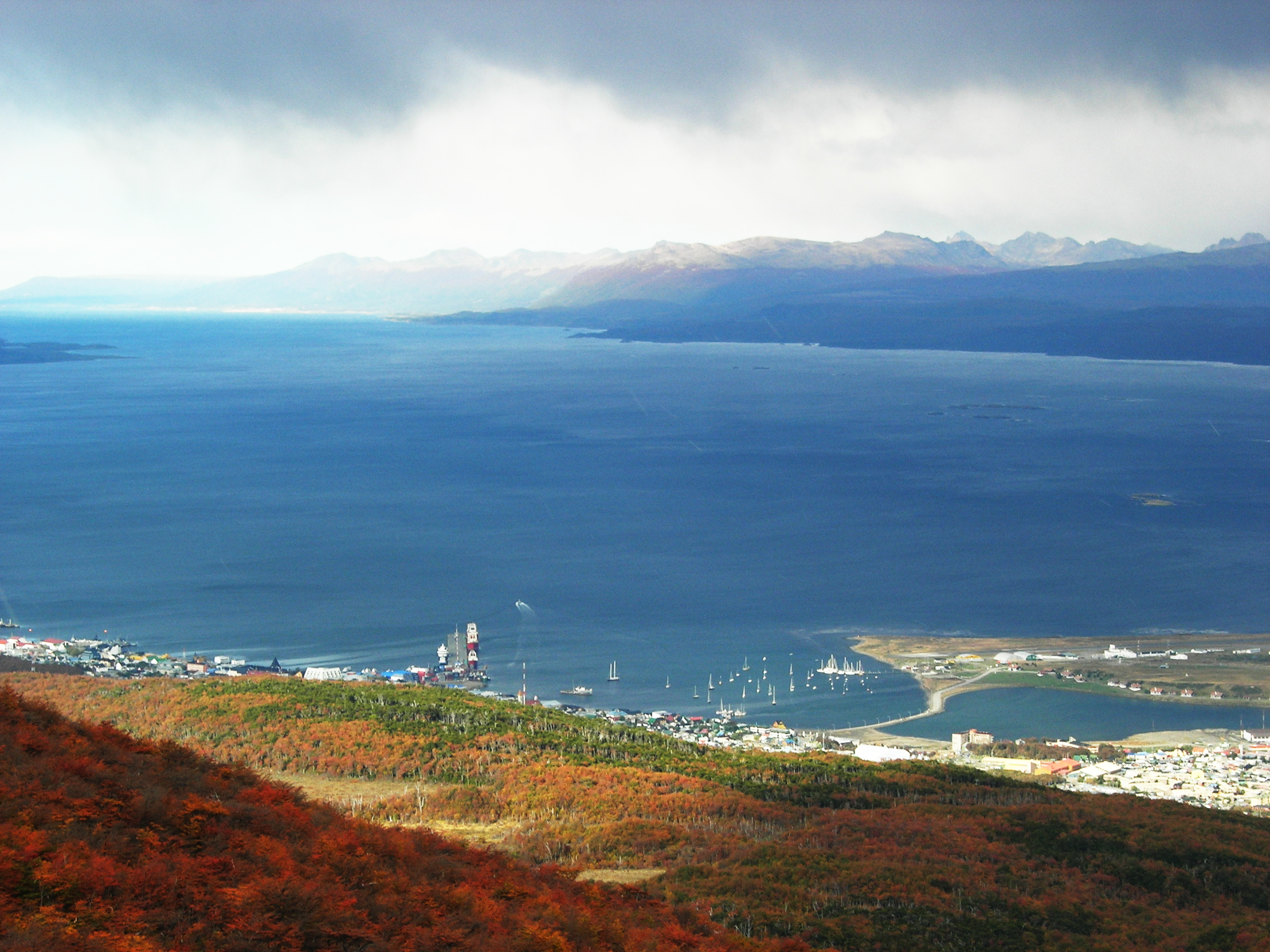
مظهر لقناة بيغل

جاء أول شعب لهذه المنطقة سيراً على الأقدام وبلغوا جزيرة أرض النار منذ أكثر من 10000 عام، وكانوا شعباّ رُحّلا من الصيادين قدموا من الشمال، اعتمدوا في عيشهم على الموارد الطبيعية للجهة التي كانت لا تزال تتبع منطقة باتاغونيا. وبعد مدة قصيرة، قدمت مجموعة أخرى من السكان وأطلق عليهم رحل البحر لكون أنهم ينتقلون من جزيرة إلى أخرى في أرخبيل باتاغونيا الغربي. عبر آلاف السنين، حدث تآكل بسبب مياه المحيطات و تحركات القشرة الأرضية أدت إلى اقتسام منطقة باتاغونيا لنصفين، وأسفر هذا الانقسام إلى تشكيل جزيرة كبيرة وبروز مضيق بين المحيط الأطلسي والهادئ. بعد عدة سنوات طويلة، اكتشف المضيق والجزيرة من قبل فرديناندو ماجلان وكان ذلك عام 1520، وأطلق عليهما مضيق ماجلان وجزيرة غراند.
أثناء القيام بإحدى الرحلات، لاحظ البحارة الإسبان نيرانا ودخانا على الساحل الشمالي، وهو سبب تسمية الجزيرة بأرض النار أو بالإسبانية (بالإسبانية: Tierra del Fuego)‏. وخلال قرنين من الزمن التي تلت ذلك، كان هناك عدد من عمليات الاستكشاف الأوروبية وأول اتصال مع الهنود.
أصل تسمية مدينة أوشوايا من اللغة الأم، حيث أن قبيلة ياغان تمثل 'أوش' و مصطلح كلمة خليج يمثل 'ويا'. يذكر أن بعثة من رجال الدين إنجليكانيين بقيادة توماس بريدج استقروا في المنطقة المجاورة لقناة بيغل في عام 1869 وأطلقوا عليها هذا الاسم، مشكلين أول مستوطنة بالقرب من موقع مدينة المستقبل.
تأسست أوشوايا 12 أكتوبر 1884 في الجزء السفلي من الخليج المطل على قناة بيغل. خلال معظم النصف الأول من القرن العشرين، قامت أوشوايا حول سجن للمجرمين الخطيرين والسفاحين وأشخاص يعانون اضطرابات نفسية خطيرة، واستلهمت الحكومة الأرجنتينية الفكرة بناء على تأسيس الإنجليز في أستراليا مناطق مخصصة لتأدية عقوبة الأشغال الشاقة وكذلك الفرنسيون في جزيرة الشيطان. وكان الهدف من إنشاء هذا السجن استحالة الخروج منه في جزيرة معزولة عن العالم آنذاك، ورغم ذلك تمكن سجينان من الهروب لمدة أسابيع وتم القبض عليهما مجددا، إضافة إلى ذلك، زيادة عدد السكان هناك، ولضمان سيادة الأرجنتين على منطقة أرض النار. وأصبح السجناء بمثابة مستوطنين للجزيرة، وكانت أنشطتهم الرئيسية تتمثل في قطع الأخشاب من الأراضي المحيطة به، وإنشاء خط للسكك الحديدية التي تعدّ أقصى سكة واقعة في جنوب الكرة الأرضية، وبناء المدينة.
تحيط بها غابات الدائرة القطبية الماجلانية نسبة إلى ماجلان. واكتشف عدة أنواع من الأشجار على التلال المحيطة بها.

## السياحة
تعدّ أوشوايا اليوم عاصمة محافظة أرض النار وأنتاركتيكا وجزر جنوب المحيط الأطلسي. انتخب فابيانا ريوس حاكما لهذه المقاطعة في 17 ديسمبر 2007 لمدة 4 سنوات. يعتمد اقتصاد أوشوايا تقريبا بشكل كلي على السياحة بصفة مباشرة أو غير مباشرة. إضافة إلى أنها نقطة وصول رئيسية إلى المناطق الجنوبية ويقصدها الكثيرون من بيونس آيرس لقضاء العطل فيها. وتستقبل رحلات عديدة بواسطة مطار أوشوايا-مالفيناس أرجنتينا الدولي من بيونس آيرس وسانتياغو، ويركز أيضا على الخدمات السياحية حيث أنه المنفذ الرئيسي للمسافرين إلى القطب الجنوبي ويدعم الرحلات الجوية المخصصة للبحث العلمي والعلماء.
تعدّ كل من حديقة أرض النار الوطنية و خليج لاباتاي من أهم مناطق الجذب السياحي. حيث أنه يمكن الوصول إلى الحديقة عن طريق الطرق السريعة أو بواسطة قطار نهاية العالم (بالإسبانية: Tren del Fin del Mundo)‏ من أشوايا، كما تتضمن أيضا متحف يامانا الذي يحوي معلومات حول تاريخ السجن المرير والدور الإنجليزي والأرجنتيني في تاريخ المدينة.
أما من ناحية الطبيعة والحياة البرية، فإن العديد من حيوانات تتعدّ عنصرا هاما للجذب السياحي ومنها الحوت القاتل والفقمة والبطريق، والكثير من هذه الأنواع تعيش في الجزر بمقربة من قناة بيغل. وتسير الحافلات والقوارب رحلات إلى هاربنتون. ويتوفر عدد من منتجعات التزلج القريبة من المدينة بما في ذلك سيررو كاستور و غلاسيار مارتيال. يتمتع النهر الجليدي بشعبية كبيرة حتى خلال أشهر الصيف حين يتم تشغيل مصاعد تعمل في كلا الاتجاهين. على جبل كاستور سيرو الذي يقع على بعد 27 كم (17 ميلا) من شمال أوشوايا يمكن التزلج على بعد 200 مترا (660 قدما) فوق مستوى سطح البحر، ويبلغ ارتفاعه 1057 مترا (3468 قدما) فوق مستوى سطح البحر. وتسمح استمرارية برودة درجات الحرارة بالتمتع بموسم تزلج هو الأطول في أمريكا الجنوبية حيث تتراوح درجات الحرارة في الشتاء بين 0 و -5° درجة مئوية (32-23° فهرنهايت).
يتم تسيير رحلات بحرية عبر سفن سياحية إلى وجهات متعددة كأنتاركتيكا وجزر فوكلاند والتي تتخذ من ميناء المدينة مرفأ لها. كما تستعمل القوارب واليخوت أيضا لتسيير رحلات إلى القارة القطبية الجنوبية. وتوفر شركة أوسترالياس رحلات بين أوشوايا وبونتاأريناس من شهر سبتمبر إلى أبريل. كما يستطيع الزوار استعمال الهيليكوبتر والقوارب لزيارة كايب هورن.

## التعليم
تدير الجامعة الوطنية دي لا باتاغونيا سان خوان بوسكو الحرم الجامعي في أوشوايا، إضافة إلى كليات الهندسة والاقتصاد والعلوم الإنسانية والعلوم الاجتماعية. تضم المدينة أيضا 12 مدرسة ثانوية، أربعة منها مختصة في تعليم الكبار. وتعدّ مدرسة أوشوايا الوطنية من أحسن المدارس الثانوية على غرار مدرسة بيونس آيرس الوطنية، وتعدّ كلية المطران والأسقف الألماني ميغيل أنجيل أحد أحسن الكليات.

## الإعلام
يوجد بأوشوايا محطتان للتلفزيون، وهما قناة 13  وقناة 11. إضافة إلى صحيفتين وهما دياريو دل فين دل موندو و دياريو برانسا.

## الطقس
يعتبر مناخ أوشوايا مناخا قاريا وباردا بسبب قربها من الدائرة القطبية الجنوبية، ويكون متوسط درجات الحرارة 1 درجة مئوية (33 درجة فهرنهايت) في أبرد شهر، و 9 درجة مئوية (48 درجة فهرنهايت) في أحر شهر. سجل انخفاض بـ-25 درجة مئوية (-6 درجة فهرنهايت) (يوليو) وهي أقل درجة حرارة، وسجل ارتفاع بـ 29 درجة مئوية (85 درجة فهرنهايت) (ديسمبر) وهي أقصى درجة. وهذا الطقس مشابه لطقس المدن الآتية تورسهافن وجزر فارو و هاربور الهولندية و ألاسكا وريكيافيك وأيسلندا وستانلي وجزر فوكلاند. وعلى الرغم من هطول 560 ملم فقط من الأمطار سنويا في المتوسط، تعدّ أوشوايا ذات مناخ رطب جدا. يبلغ في المتوسط الأيام الممطرة والثلجية 160 يوما ترفقها أيام غائمة وضبابية. نزيد الرياح من نسبة الرطوبة في الجزر الخارجية لتصل 1400 مم بجزيرة ستاتين. تكون درجات الحرارة في الغالب منخفضة مما سيؤدي إلى انخفاض نسبة التبخر، يسقط الثلج بكثرة في فصل الشتاء كما أن تساقطه يحدث على مدار السنة.
| البيانات المناخية لـأوشويا، الأرجنتين                   | البيانات المناخية لـأوشويا، الأرجنتين | البيانات المناخية لـأوشويا، الأرجنتين | البيانات المناخية لـأوشويا، الأرجنتين | البيانات المناخية لـأوشويا، الأرجنتين | البيانات المناخية لـأوشويا، الأرجنتين | البيانات المناخية لـأوشويا، الأرجنتين | البيانات المناخية لـأوشويا، الأرجنتين | البيانات المناخية لـأوشويا، الأرجنتين | البيانات المناخية لـأوشويا، الأرجنتين | البيانات المناخية لـأوشويا، الأرجنتين | البيانات المناخية لـأوشويا، الأرجنتين | البيانات المناخية لـأوشويا، الأرجنتين | البيانات المناخية لـأوشويا، الأرجنتين |
| الشهر                                                   | يناير                                 | فبراير                                | مارس                                  | أبريل                                 | مايو                                  | يونيو                                 | يوليو                                 | أغسطس                                 | سبتمبر                                | أكتوبر                                | نوفمبر                                | ديسمبر                                | المعدل السنوي                         |
| ------------------------------------------------------- | ------------------------------------- | ------------------------------------- | ------------------------------------- | ------------------------------------- | ------------------------------------- | ------------------------------------- | ------------------------------------- | ------------------------------------- | ------------------------------------- | ------------------------------------- | ------------------------------------- | ------------------------------------- | ------------------------------------- |
| متوسط درجة الحرارة الكبرى °م (°ف)                       | 15.0 (59.0)                           | 14.1 (57.4)                           | 12.4 (54.3)                           | 9.8 (49.6)                            | 6.3 (43.3)                            | 4.6 (40.3)                            | 4.5 (40.1)                            | 6.1 (43.0)                            | 8.8 (47.8)                            | 11.1 (52.0)                           | 12.9 (55.2)                           | 13.4 (56.1)                           | 9.9 (49.8)                            |
| متوسط درجة الحرارة الصغرى °م (°ف)                       | 5.7 (42.3)                            | 5.2 (41.4)                            | 3.5 (38.3)                            | 2.1 (35.8)                            | 0.1 (32.2)                            | −1.3 (29.7)                           | −1.4 (29.5)                           | −1.0 (30.2)                           | 0.5 (32.9)                            | 2.3 (36.1)                            | 3.9 (39.0)                            | 4.9 (40.8)                            | 2.0 (35.7)                            |
| معدل هطول الأمطار مم (إنش)                              | 30.7 (1.21)                           | 33.2 (1.31)                           | 47.8 (1.88)                           | 49.7 (1.96)                           | 54.5 (2.15)                           | 54.7 (2.15)                           | 46.2 (1.82)                           | 60.7 (2.39)                           | 39.5 (1.56)                           | 34.6 (1.36)                           | 35.4 (1.39)                           | 41.0 (1.61)                           | 528 (20.79)                           |
| متوسط الأيام الممطرة                                    | 13                                    | 13                                    | 14                                    | 12                                    | 11                                    | 12                                    | 12                                    | 11                                    | 13                                    | 12                                    | 12                                    | 11                                    | 146                                   |
| المصدر: المنظمة العالمية للأرصاد الجوية (الأمم المتحدة) |                                       |                                       |                                       |                                       |                                       |                                       |                                       |                                       |                                       |                                       |                                       |                                       |                                       |

## زواج مثليي الجنس في أوشوايا
في يوم 29 ديسمبر 2009، تزوج أول فردين مثليين جنسيا في أوشوايا، بأرض النار. على الرغم من أن قانون الأرجنتين المدني لا يسمح بالزواج بين أشخاص من نفس الجنس، أصدرت المحافظة فابيانا ريوس مرسوما خاصا يسمح للزوجين بالتزوج هناك. وألغي المرسوم عندما تعارض مع مرسوم سلطة أرض النار القضائية.

## الفنون
فن الطبخ
يتكون المطبخ المحلي من:
- أسماك (سمك البلوق ، أسماك التروتة ، دورادو ، سلمون)
- غلال البحر (سرطان البحر)
- لحوم (لحم الخروف)

كما في أماكن أخرى في الأرجنتين وباتاغونيا، المطاعم في أوشوايا تقدم أيضا مؤكولات المطبخ التقليدي:
- شواء اللحوم بواسطة نار الخشب وتسمى 'asado de cordero'.
- شواء عملاق يسمى 'parilladas'، وهي عبارة عن مجموعة كبيرة من اللحوم المطبوخة إلى قطع يطهى على الفحم المتلهب ويقدم مع الخضار والسلطات والصلصات الحارة.
- فطائر لحم الصغيرة تقدم مع الخضروات 'Empanadas'.
- أطباق تتكون من لحم الخنزير الخام والمطبوخ والسلطة والجبن والزيتون... 'picadas'
- طهي الروبيان والأخطبوط بطرق مختلفة.
- مزج الكراميل بالحليب 'dulche de leche'
- طهي الفطائر والخبز والكرواسون.

فن السينما
- أرض النار، بنت الريح لبرنار بوير، 2008. فلم وثائقي عن مونيكا ألفارادو، الرسام الذي يعيش في أوشوايا.
- جنوب المحطة، فيلم وثائقي للمخرج باتريك لو غال عن مسرحية فنسنت كولن يتل الجنوب الصغير يبحت عن الشمال الكبير، أوشوايا أنتج في فبراير 1992، وعرض في مهرجان أفينيون عام 1993.
- فيلم سعداء معا من قبل وونغ كار واي يتضمن إطلاق النار في الساحة الكشفية منارة أوشوايا.

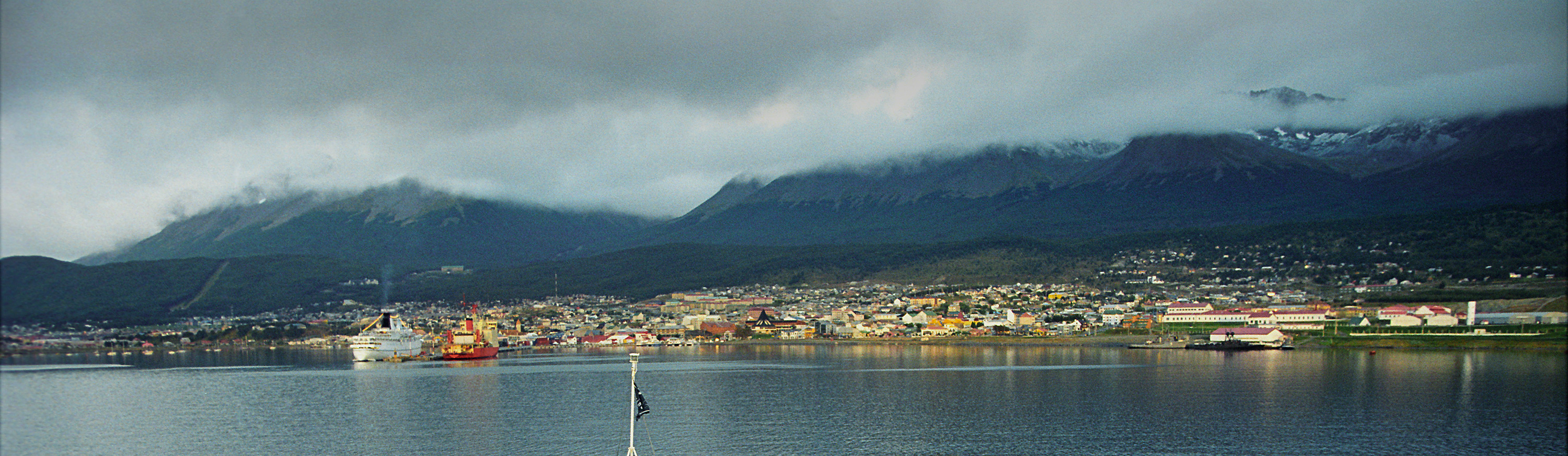

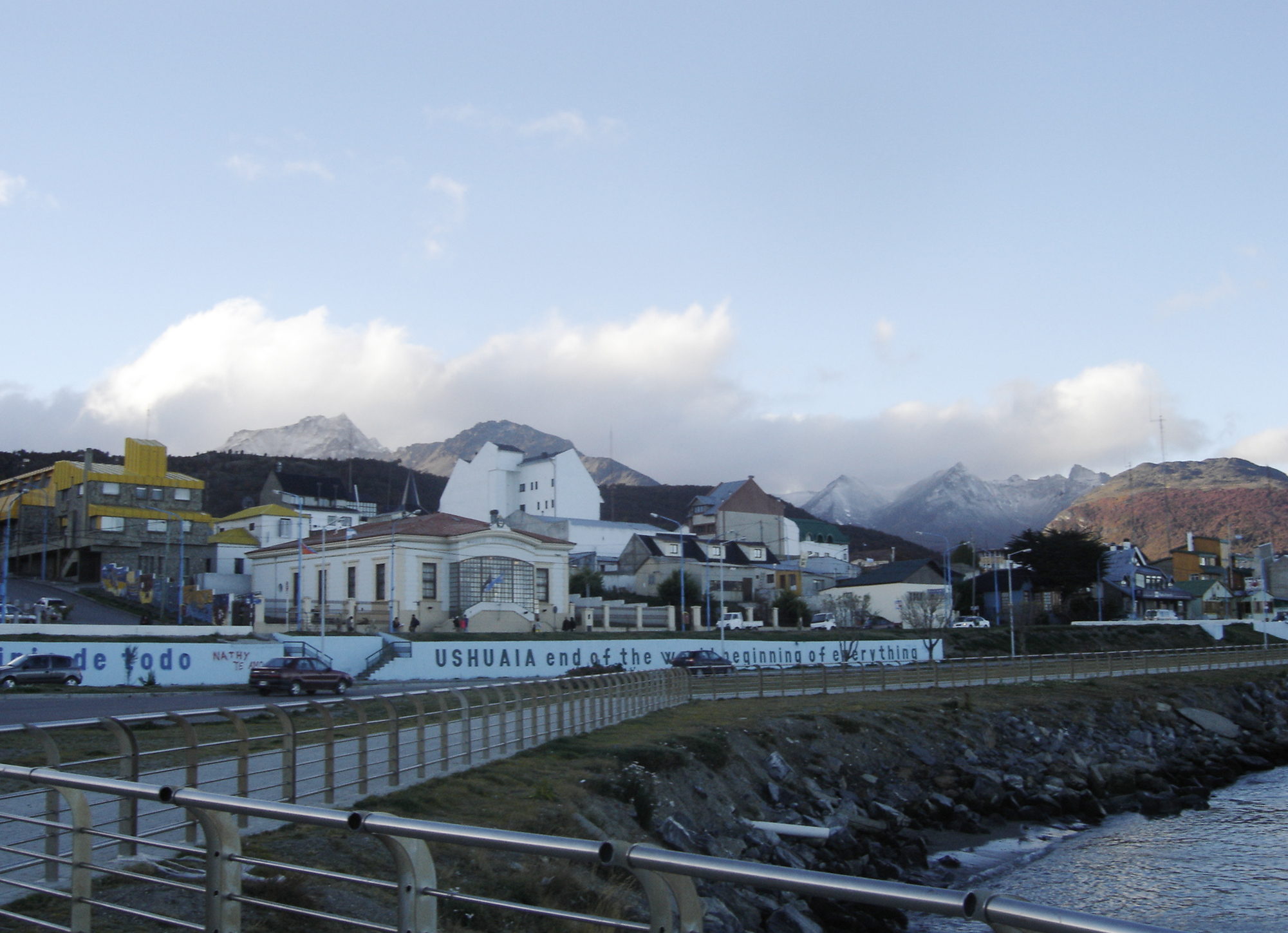
أرصفة أوشوايا
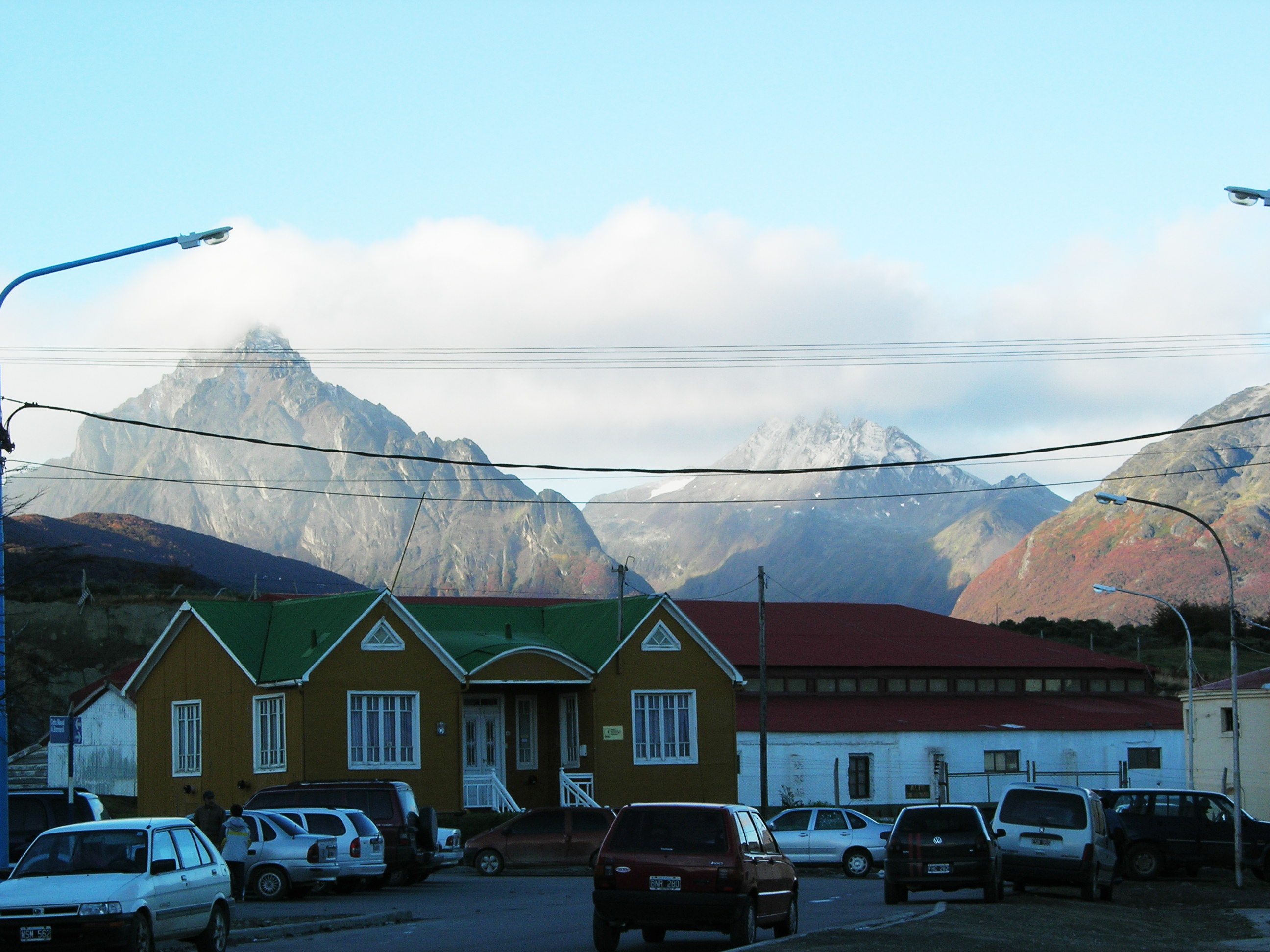
شارع من أوشوايا
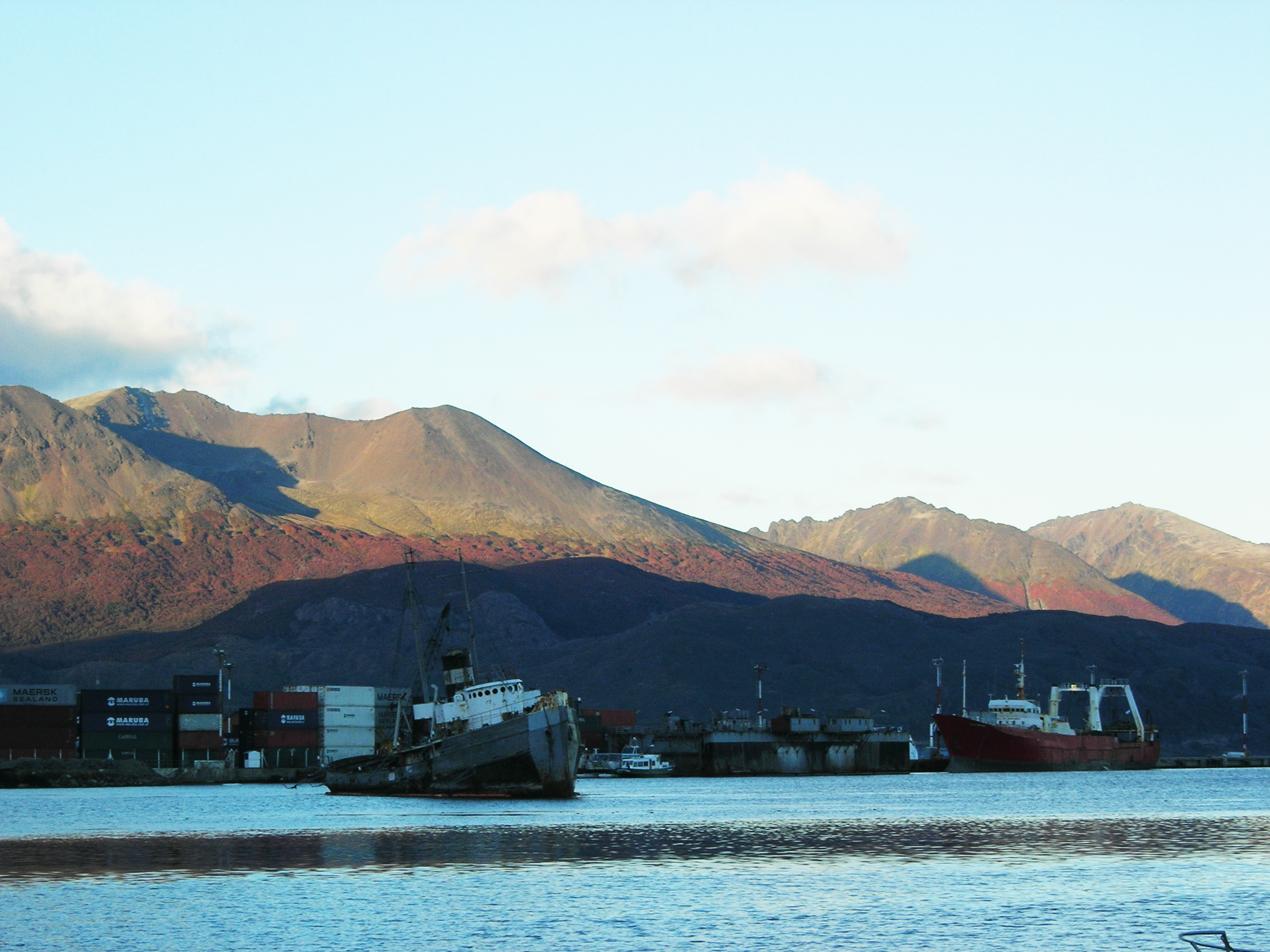
ميناء أوشوايا
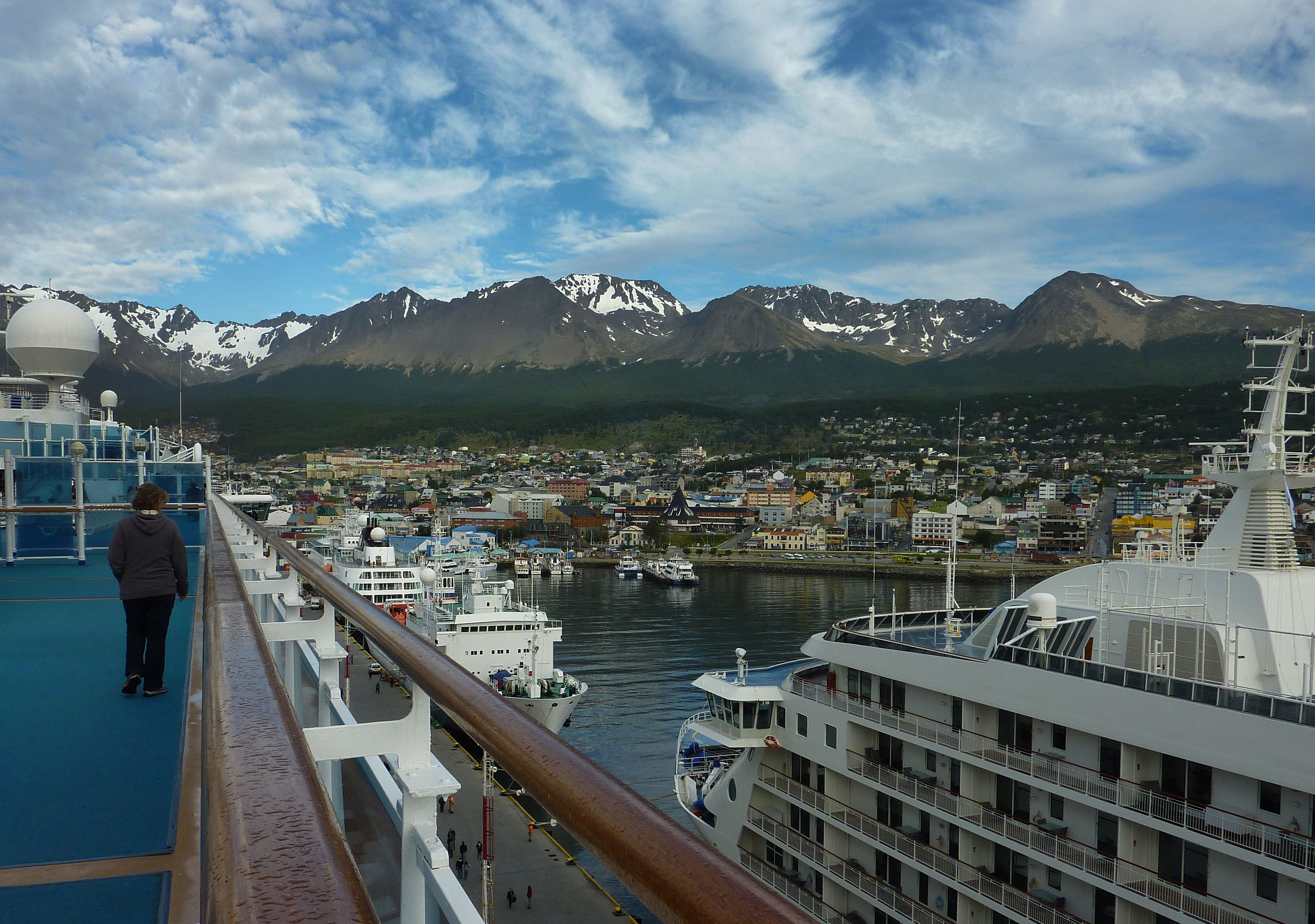
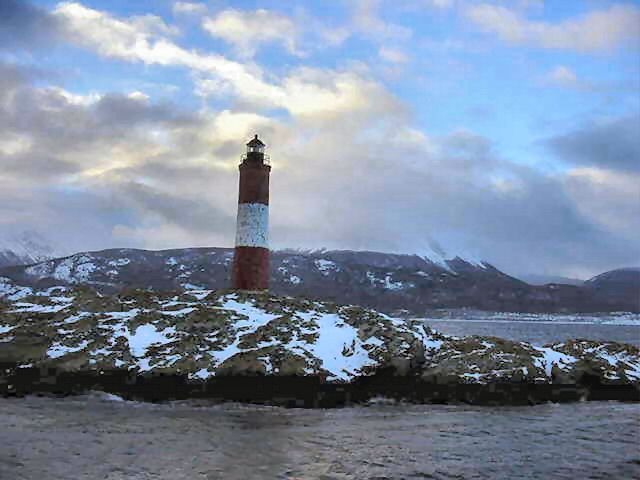

## وصلات خارجية
- موقع السياحة بأوشوايا
- أخبار أوشوايا
- مقابلات مع رواد منطقة أرض النار